# Scolelepis fuliginosa
Scolelepis fuliginosa är en ringmaskart som först beskrevs av de Claparède 1868.  I den svenska databasen Dyntaxa används istället namnet Malacoceros vulgaris. Enligt Catalogue of Life ingår Scolelepis fuliginosa i släktet Scolelepis och familjen Spionidae, men enligt Dyntaxa är tillhörigheten istället släktet Malacoceros och familjen Spionidae. Arten är reproducerande i Sverige. Utöver nominatformen finns också underarten S. f. macrochaeta.